# 智力运动
智力运动是一种依靠智力取勝的技巧遊戲。例如圖版遊戲、卡片遊戲、速讀、算法竞赛和计算机安全模擬游戏   都屬於智力运动。 